# Gazella bilkis
Gazella bilkis — вимерлий вид газелей. Іноді її вважали підвидом аравійської газелі. G. bilkis було знайдено на горах і схилах пагорбів у Ємені, але жодного не було помічено з 1951 року, коли було зібрано п’ять екземплярів у горах поблизу Таїзу, де він, як повідомляється, був поширеним у той час.
Дослідження в районі їх колишнього появи не змогли знайти жодних ознак його присутності. У 1985 році фотографія газелей була зроблена в приватній колекції Al Wabra Wildlife Farm в Катарі. Зоолог Колін Гроувс стверджує, що це, можливо, вижилі G. bilkis. Не підтверджено, чи справді ці тварини належать до цього виду. Причина вимирання досі невідома.